# Brachyrhaphis holdridgei
 Brachyrhaphis holdridgei és un peix de la família dels pecílids i de l'ordre dels ciprinodontiformes.

## Morfologia
Tant els mascles com les femelles poden assolir els 5 cm de longitud total.

## Distribució geogràfica
Es troba a Centreamèrica: des de Nicaragua fins a Costa Rica.